# 구모하라촌
구모하라촌(일본어: 雲原村)은 일본 교토부 아마타군에 있던 촌이다. 현재의 후쿠치야마시에 해당한다.

## 역사
- 1889년 4월 1일 - 정촌제 시행으로, 요사군 구모하라촌이 단독으로 자치체가 됨.
- 1902년 4월 1일 - 아마타군 소속으로 변경.
- 1955년 4월 1일 - 후쿠치야마시에 편입. 구모하라촌은 폐지됨.

## 교통

### 도로
- 국도 제176호선

## 참고문헌
- 角川日本地名大辞典 26 京都府